# Stromae
Paul Van Haver (Brussel·les, 12 de març de 1985) és un cantant, compositor i productor belga conegut com a Stromae. El seu estil musical és l'electrònica i el hip-hop. Va saltar a la fama internacional amb la cançó Alors on danse (2009).

## Biografia

### Infància i inicis de la seva carrera
Paul Van Haver és fill de mare belga i pare ruandès. Poc després del seu naixement, el seu pare va anar al seu país natal per motius professionals i va morir durant el genocidi de Ruanda (1994) molt a prop dels Grans Llacs d'Àfrica, notícia de la qual es va assabentar la seva família a través d'una trucada telefònica després d'haver perdut contacte amb ell mesos abans de la seva mort. Orfe de pare als nou anys, Van Haver es va criar al costat dels seus tres germans i la seva germana a la perifèria de Brussel·les. Als onze anys va començar a interessar-se per la música i va ser inscrit a l'acadèmia musical Jette. Allà va prendre classes de solfeig i batería.
L'any 2000, als quinze anys, Paul Van Haver escull l'àlies Opsmaestro per donar-se a conèixer en el món del rap. Però, era molt semblant al d'un altre artista local i va decidir canviar-lo pel nom pel qual seria conegut mundialment només nou anys després: Stromae. Van Haver va utilitzar el verlan i va invertir les síl·labes de la paraula mestre, com l'anomenaven els seus cada vegada que escoltaven la seva música, com el seu àlies. Als 17 anys va formar el grup Suspicion en companyia del raper JEDI i junts componen la cançó i el vídeo musical Faut qu't'arretes li rap. No obstant això, J.E.D.I. decideix deixar el duet el que es converteix en els inicis de la carrera com a solista per Stromae. El 2005, Stromae comença a donar-se a conèixer al públic amb la seva participació en diferents competicions de ball Hip Hop, entre aquestes Hip Hop Family el 2006 i Juste Debout el 2007.
Per tal de poder pagar-se els estudis de cinematografia, Stromae va treballar durant un any a la cadena de menjar ràpid Quick. Essent insuficients els seus estalvis fins aquell moment, Stromae opta per inscriure's a l'escola INRACI a Brussel·les, on realitza els seus estudis com a enginyer de so. El cantant inverteix tots els seus estalvis en la creació del seu primer EP de quatre cançons anomenat Juste 1 cerveau, un flow un fond et un mic. També va col·laborar amb molts rapers com BdBanx et Beretta a l'àlbum Des li départ.
El 2008, signa un contracte amb Because Music i Kilomaître per quatre anys. Durant aquella època treballava com a compositor per a diversos artistes, entre aquests Melissa M per a qui escriu el senzill Cette fois del seu àlbum Avec tout mon amourx. De la mateixa manera participa en la composició de quatre temes de l'àlbum À l'ombre du show business del cantant Kery James igual que en la cançó Si je t'emmène de Anggun del seu àlbum Elevation5. Paral·lelament, el cantant comença a difondre vídeos a internet on explica les seves creacions musicals sota lliçons titulades Les leçons de Stromae.

### Primer àlbum i èxit internacional de Stromae
Al mateix temps que Van Haver es donava a conèixer a Internet a través dels seus vídeos, funda la seva pròpia empresa de producció musical, Maestro (anagrama de Stromae), i signa amb la discogràfica Universal Music France per a la promoció i distribució de la seva música. Pascal Nègre, president de la companyia, va confessar haver estat seduït per "la força de les seves cançons i tot el talent que desbordava davant nostre" però "també perquè ja és parlava molt sobre ell a Internet", com ho demostren les més de 300.000 visites de la seva pàgina Myspace". El 2009, mentre fa una aparició a l'estació de ràdio NRJ a la capital belga, Van Haver llança les seves dues primeres cançons: Alors on danse i Up Saw Liz. Però va ser gràcies al suport d'una de les locutores de l'estació de ràdio, Julie i l'agent musical Vincent Verbelen, que sorpresos pel talent de Stromae, decideixen emetre la cançó Alors on danse per primera vegada. En qüestió de setmanes, l'èxit de la cançó s'estén per tot Europa arribant a dalt de les rakings de vendes en països com França, Alemanya, Bèlgica, Suïssa, Grècia, Itàlia entre d'altres. La cançó va rebre una acollida tan positiva que fins i tot personalitats de tots els àmbits com ara Anna Wintour, Jean-Claude Van Damme i l'ex-president francès Nicolas Sarkozy no van ocultar el seu gust per la cançó del nou artista.
El seu primer àlbum Cheese és llançat el 21 de juny de 2010. Segons va revelar en una entrevista, va utilitzar l'expressió "cheese" (emprada en molts països al moment de prendre una foto) referint-se a aquelles somriures presents en tots els retrats, particularment en les fotos grupals de l'època escolar. La crítica francesa va comparar la seva veu amb la de Gaëtan Roussel, el cantant del grup francès Louise Attaque. Diverses versions de la cançó van ser realitzades per diferents artistes, entre aquestes la del grup The Lost Fingers i una versió jazz en anglès per la cantant Kellylee Evans el títol va canviar a And so we dance. Dues versions remesclades importants van ser publicades aquest mateix any. El 2 de setembre de 2010, la remescla de Alors on danse al costat del raper estatunidenc Kanye West va ser llançada exclusivament per al públic anglòfon. La segona col·laboració va ser amb el discjòquei alemany Paul Kalkbrenner, que també remescla una altra cançó de l'àlbum, Te Quiero.

## Discografia

### Àlbums d'estudi
- 2010: Cheese
- 2013: Racine carrée
- 2022: Multitude

### EP
- 2007: Juste un cerveau, un flow, un fond et un mic…

### Mixtape
- 2006: Freestyle Finest
- 2009: Mixture Elecstro

### Àlbums video
- 2015: Racine carrée Live

### Senzills
| Any  | Nom                                          | Taula de posicions | Taula de posicions | Taula de posicions | Taula de posicions | Taula de posicions | Taula de posicions | Taula de posicions | Taula de posicions | Taula de posicions | Taula de posicions | Certificacions                                            | Àlbum         |
| Any  | Nom                                          | BEL (Wa)           | BEL (Vl)           | AUT                | CZ                 | NL                 | FRA                | GER                | ITA                | SWI                | EU                 | Certificacions                                            | Àlbum         |
| ---- | -------------------------------------------- | ------------------ | ------------------ | ------------------ | ------------------ | ------------------ | ------------------ | ------------------ | ------------------ | ------------------ | ------------------ | --------------------------------------------------------- | ------------- |
| 2009 | "Up saw liz"                                 | —                  | —                  | —                  | —                  | —                  | —                  | —                  | —                  | —                  | —                  |                                                           |               |
| 2009 | "Alors on danse"                             | 1                  | 1                  | 1                  | 1                  | 1                  | 1                  | 1                  | 1                  | 1                  | 1                  | - BEL: 3 Platí - DEN: Platí - GER: Platí - SWI: 2 Platí - | Cheese        |
| 2010 | "Bienvenue chez moi"                         | —                  | —                  | —                  | —                  | —                  | —                  | —                  | —                  | —                  | —                  |                                                           | Cheese        |
| 2010 | "Te quiero"                                  | 4                  | 17                 | —                  | 90                 | 70                 | 153                | —                  | —                  | 62                 | —                  | - BEL: Or                                                 | Cheese        |
| 2010 | "House'llelujah"                             | 22                 | —                  | —                  | —                  | —                  | —                  | —                  | —                  | —                  | —                  |                                                           | Cheese        |
| 2010 | "Rail de musique"                            | —                  | —                  | —                  | —                  | —                  | —                  | —                  | —                  | —                  | —                  |                                                           | Cheese        |
| 2010 | "Peace or Violence"                          | 12                 | —                  | 74                 | —                  | —                  | —                  | —                  | —                  | —                  | —                  |                                                           | Cheese        |
| 2010 | "Silence"                                    | 26                 | —                  | —                  | —                  | —                  | —                  | —                  | —                  | —                  | —                  |                                                           | Cheese        |
| 2010 | "Je cours"                                   | 16                 | 15                 | —                  | —                  | —                  | —                  | —                  | —                  | —                  | —                  |                                                           | Cheese        |
| 2013 | "Papaoutai"                                  | 1                  | 3                  | 3                  | —                  | 2                  | 1                  | 6                  | 10                 | 4                  | —                  | - BEL: 2 Platí - SWI: 2 Platí                             | Racine carrée |
| 2013 | "Formidable"                                 | 1                  | 1                  | 36                 | —                  | 2                  | 1                  | 39                 | 16                 | 13                 | —                  | - BEL: 3 Platí - SWI: Platí                               | Racine carrée |
| 2013 | "Tous les mêmes"                             | 1                  | 4                  | —                  | —                  | 29                 | 1                  | —                  | 5                  | 27                 | —                  | - BEL: Platí                                              | Racine carrée |
| 2014 | "Ta fête"                                    | 2                  | 6                  | —                  | —                  | 45                 | 30                 | —                  | —                  | —                  | —                  | - BEL: Platí                                              | Racine carrée |
| 2014 | "Ave Cesaria"                                | 45                 | —                  | —                  | —                  | —                  | 97                 | —                  | —                  | —                  | —                  |                                                           | Racine carrée |
| 2014 | "Meltdown" (ambLorde, Pusha T, Q-Tip & Haim) | 5                  | 7                  | —                  | —                  | —                  | 107                | —                  | —                  | —                  | —                  |                                                           |               |
| 2015 | "Carmen"                                     | 46                 | 31                 | —                  | —                  | —                  | 67                 | —                  | —                  | —                  | —                  |                                                           | Racine carrée |
| 2015 | "Quand c'est?"                               | —                  | 39                 | —                  | —                  | —                  | 142                | —                  | —                  | —                  | —                  |                                                           | Racine carrée |
| 2017 | "Repetto X Mosaert"                          | —                  | —                  | —                  | —                  | —                  | —                  | —                  | —                  | —                  | —                  |                                                           |               |
| 2018 | "Défiler"                                    | 8                  | 29                 | —                  | —                  | —                  | 8                  | —                  | —                  | —                  | —                  |                                                           |               |
| 2021 | "Santé"                                      | 1                  | 2                  | —                  | —                  | 27                 | 3                  | —                  | —                  | 12                 | —                  |                                                           |               |

### Altres cançons
| Any  | Cançó                                          | Àlbum            |
| ---- | ---------------------------------------------- | ---------------- |
| 2005 | "Faut qu’t’arrêtes le rap..." (feat. J.E.D.I.) | A vegades ploro. |

### Vídeos musicals
| Any  | Cançó                                          |
| ---- | ---------------------------------------------- |
| 2003 | "Faut qu’t’arrêtes le rap..." (feat. J.E.D.I.) |
| 2009 | "Up saw liz"                                   |
| 2009 | "Alors on danse"                               |
| 2010 | "Te Quiero"                                    |
| 2010 | "House'llelujah"                               |
| 2011 | "Je cours"                                     |
| 2011 | "Peace or Violence"                            |
| 2013 | "Papaoutai"                                    |
| 2013 | "Formidable"                                   |
| 2013 | "Tous les mêmes"                               |
| 2014 | "Ta fête"                                      |
| 2015 | "Carmen"                                       |
| 2015 | Quand c'est?                                   |